# Guilherme de Luxemburgo
Guilherme Maria Luís Cristiano (em francês: Guillaume Marie Louis Christian; Betzdorf, 1 de maio de 1963) é um príncipe de Luxemburgo, terceiro e último filho do grão-duque João de Luxemburgo e de sua esposa, a princesa Josefina Carlota da Bélgica. Guilherme é irmão do atual grão-duque Henrique de Luxemburgo e sobrinho do rei Alberto II da Bélgica e primo-irmão do atual rei Filipe da Bélgica. 

## Vida
Guilherme nasceu no Castelo de Betzdorf. Seus padrinhos são Luís, Príncipe Napoleão, e Maria Cristina de Saboia-Aosta. Concluiu sua educação secundária em Luxemburgo e na Suíça, e recebeu seu baccalureate em Grenoble, no ano de 1982. O príncipe continuou seus estudos na Universidade de Oxford, no Reino Unido, e na Universidade de Georgetown, em Washington, D.C., nos Estados Unidos, onde graduou-se em 1987.  
Guilherme trabalhou por seis meses no Fundo Monetário Internacional, em Washington, e passou dois anos trabalhando para a Comissão das Comunidades Europeias, em Bruxelas. Atualmente, é diretor na ArcelorMittal.

### Casamento e filhos
Guilherme casou-se civilmente com Sibilla Sandra Weiller, filha de Paul-Annik Weiller e da princesa italiana Donna Olimpia Torlonia di Civitella-Cesi (filha da infanta Beatriz de Espanha), no dia 8 de setembro de 1994, e, 24 de setembro do mesmo ano, foi realizada uma cerimônia religiosa, em Versalhes. 
Guilherme e Sibilla têm quatro filhos:
- Paulo Luís de Nassau (Paul Louis Jean Marie Guillaume of Nassau), nascido em Luxemburgo, no dia 24 de março de 1998 (26 anos);
- Leopoldo de Nassau (Léopold Guillaume Marie Joseph of Nassau), nascido em Luxemburgo, no dia 2 de maio de 2000 (24 anos);
- Carlota de Nassau (Charlotte Wilhelmine Maria da Gloria of Nassau), nascida em Luxemburgo, no dia 2 de maio de 2000 (24 anos);
- João André de Nassau (Jean André Guillaume Marie Gabriel Marc d'Aviano of Nassau), nascido em Luxemburgo, no dia 15 de junho de 2004 (20 anos).

Seus três filhos estão na linha de sucessão ao trono luxemburguês. 
O príncipe Guilherme é padrinho de seu sobrinho, Guilherme, Grão-duque Herdeiro de Luxemburgo. Ele também é um dos padrinhos do príncipe Aquiles André da Grécia e Dinamarca, o segundo filho de Paulo, Príncipe Herdeiro da Grécia.

## Títulos, estilos e honras

### Títulos e estilos
- 1 de maio de 1963 – Até o momento: "Sua Alteza Real o Príncipe Guilherme de Luxemburgo, Príncipe de Nassau, Príncipe de Bourbon-Parma"

### Honras

#### Honras nacionais
- Luxemburgo: Cavaleiro da Grande Cruz da Ordem do Leão Dourado da Casa de Nassau.
- Luxemburgo: Cavaleiro da Grande Cruz da Ordem de Adolfo de Nassau.

#### Honras estrangeiras
- Bélgica: Cavaleiro da Grande Cruz da Ordem da Coroa.

- Espanha: Cavaleiro da Grande Cruz da Ordem de Isabel a Católica.[2]
- Suécia: Comandante da Grande Cruz da Ordem da Estrela Polar.